# سانحه هواپیمای دی‌سی-۳ کی‌ال‌ام در ۱۹۴۷
فاجعه کپنهاگ داگلاس دی‌سی-۳ کی‌ال‌ام در ۱۹۴۷ (به انگلیسی: 1947 KLM Douglas DC-3 Copenhagen disaster) یک پرواز شرکت کی‌ال‌ام از نیویورک به مقصد آمستردام بود که در آن ۱۶ مسافر و ۶ خدمه حضور داشتند، در تاریخ ۲۶ ژانویه ۱۹۴۷ در فرودگاه کپنهاگ دچار سانحه شد و ۲۲ نفر جان باختند.